# Palet sur planche
Pour les articles homonymes, voir Palet breton et Jeux de palets (Bretagne).
Le palet sur planche de bois, également appelé palet breton, est un jeu de palets très populaire en Ille-et-Vilaine, dans l'est des Côtes-d'Armor et le nord de la Loire-Atlantique, ainsi qu'aux franges des départements limitrophes du Morbihan et de la Mayenne. Il fait partie de ces nombreux jeux de palets encore vivaces en Bretagne et dans l'Ouest de la France.

## Historique
On retrouve des traces de jeux de palets dès le XIVe siècle. Les palets sont, à cette époque, des pierres plates, des galets ou des ardoises. François Rabelais fait jouer à Gargantua des palets géants au XVIe siècle, qu'on retrouve dans le paysage : le palet de Gargantua à Saint-Aubin-d'Aubigné (Ille-et-Vilaine) ou encore à Treillières (Loire-Atlantique).
Les pièces en fonte apparaissent dès la fin du XIXe siècle, comme mentionné par Louis Esquieu en 1890. Elles sont déjà à cette époque numérotées afin de les reconnaître. Par la suite, au début du XXe siècle, surtout à partir des années 1920 où les concours se développent, les palets en fonte sont fabriqués par des fonderies de la région : Servon-sur-Vilaine (35), Châteaubriant (44), Port-Brillet (53), etc. Il semble que l'apparition des planches soit liée à la pratique des enfants de jouer sur des embouts de tombereau pour délimiter un espace de jeu précis. Néanmoins, les tombereaux ou charrettes étant fabriqués dans un bois assez dur, comme le chêne ou le châtaignier ; la demande va se faire aux menuisiers de fabriquer des planches dans un bois plus tendre : le peuplier. Les premières apparitions de planches à jouer datent du début du XXe siècle, dans les années 1910-1920.
Le jeu de palets est un jeu populaire. Les pratiquants estiment cependant que l'activité est en déclin.

## Matériel requis
Chaque joueur possède deux ou quatre palets (doublette ou quadrette) en fonte GS de 56 mm de diamètre chacun pour 155 g maximum pièce. Ils sont numérotés afin de les repérer sur la planche. La planche est en bois de peuplier et mesure 70 cm de côté pour 3 cm d'épaisseur. Un set de 12 palets coûte 30 euros (juillet 2022).
Le terrain de jeu, quant à lui, est au choix des joueurs, du moment qu'on puisse y poser la planche et qu'on ne risque pas de perdre les palets qui auraient raté la planche. Les alentours de la planche sont cependant constitués d'une surface meuble absorbant les chocs (terre, sciure, tapis, etc. ; sable exclu). La planche est placée à 5 mètres de la personne qui lance. 
La TPE David Jeux basée à Martigné-Ferchaud est spécialisée dans la fabrication de planches en bois et vend chaque année 30 000 planches. 

## Déroulement d'une partie

### Objectifs
Le palet sur planche se joue en 12 points, 15 en finale[réf. souhaitée], par équipes d'un à quatre joueurs[réf. souhaitée]. Le nombre de palets et de joueurs est donc défini à l'avance. L'objectif est de lancer ses palets le plus près du maître, sans avoir rebondi sur le sol, sur la planche placée à 5 m du lanceur[réf. souhaitée] (à 4 m pour les débutants[réf. souhaitée] dans le 27). Chaque palet d'une même équipe placé sur la planche le plus près du maître fait marquer un point à son équipe.

### Démarrage
Le lanceur (équipe 1) a trois essais pour placer le maître sur la planche. Ensuite, un joueur de l'équipe adverse (équipe 2) prend le relais et essaie de positionner le maître sur la planche. Et ainsi de suite jusqu'à la réussite du lancer du maître.
Le maître positionné, le joueur de l'équipe 1 lance deux de ses palets. Le joueur de l'équipe 2 lance à son tour deux palets. Si l'équipe 2 ne prend pas la main, deux autres palets sont joués. Plus généralement, le lancer s'effectue toujours par deux palets de la même équipe.

### Points critiques
Lorsqu'un joueur place son palet sur le maître, on dit qu'il fait un chapeau et alors le palet se trouvant au-dessus est gagnant s'il y a possibilité de point. Deux joueurs touchant le maître sont mis à égalité et on recommence le lancer. De même, un joueur chassant le maître de la planche fait recommencer la partie.
Celui qui a le maître a droit à trois lancers pour le placer. S'il le met trois fois à côté, c'est le joueur adverse ou l'équipe adverse qui récupère le maître. Si le maître est sorti par n’importe quelle équipe ou joueur, c'est le joueur ou l'équipe qui l'a lancé au départ qui le récupère, l'équipe qui a mis le palais en dehors perd la manche [réf. à confirmer].

## Clubs et compétition
Des compétitions existent, notamment interclubs. 
Les clubs et les compétitions sont financés par les licences, les subventions et la buvette présente aux compétitions.

## Variantes
Plusieurs règles sont possibles pour ce jeu, il suffit de les définir avant de commencer la partie. La distance de lancer de 5 mètres peut être rallongée ou rabaissée pour les débutants. Les joueurs peuvent fixer une limite de points à atteindre, ou une zone sur la planche. Une autre règle peut être fixée qui consiste à éliminer les palets adverses en les pointant. Le jeu peut se jouer en individuel ou par équipes.
Dans l'ouest de la Bretagne, le palet se joue sur terre.

### Palet sur cible
Le palet planche sur cible est un jeu de palets pratiqué dans le département d’Ille-et-Vilaine en Bretagne. Il est inscrit à l’Inventaire du patrimoine culturel immatériel en France.
Le jeu de palet planche sur cible est un jeu de précision. Le joueur est face à une cible sur laquelle il doit lancer son palet. Sur cette cible se trouve différents marqueurs de points, le but étant évidemment de viser les plus élevés. À la fin de la partie, les points marqués sont additionnés et le joueur qui détient le plus de points a gagné.
La distance de lancer est de 6 mètres minimum, ce qui rend le jeu parfois compliqué. C’est pour cela que la nature de la cible change parfois. La tradition veut que ce soit une planche en bois de peuplier posée à l’horizontale, mais on peut faire face à un sabot, une boîte à trous, à palets…
La technique est très compliquée pour ce jeu, il faut parfois pointer, contourner d’autres palets, les gestes sont alors très précis et difficiles à maitriser.

## Documentation

### Ouvrages
- Louis Esquieu, Les Jeux populaires de l'enfance à Rennes, Caillère, Rennes, 1890.
- Claude Carret, Alison Clarke, François Hubert, Erwan Le Bris du Rest & Jean-Yves Veillard, Les Jeux de palets, catalogue d'exposition, Musée de Bretagne, Rennes, 1983.
- Benjamin Keltz et Éric Prévert, Le palet, le manuel officieux, Rennes, Éditions du coin de la rue, 2015, 112 p. (ISBN 978-2-9542521-5-5)